# Cuba (Alabama)
Cuba ist ein Ort im Sumter County des US-Bundesstaats Alabama mit einer Gesamtfläche von 10,5 km².

## Demografie
Nach der Volkszählung aus dem Jahr 2000 hatte Cuba 363 Einwohner, die sich auf 162 Haushalte und 113 Familien verteilten. Die Bevölkerungsdichte betrug somit 34,5 Einwohner/km². 91,74 % der Bevölkerung waren weiß, 7,71 % afroamerikanisch. In 23,5 % der Haushalte lebten Kinder unter 18 Jahren. Das Durchschnittseinkommen betrug 50.795 Dollar pro Haushalt, wobei 6,0 % der Einwohner unterhalb der Armutsgrenze lebten.
2019 hatte Cuba 290 Einwohner.